# Кулешов, Михаил Павлович
Михаил Павлович Кулешов (3 ноября 1927, Батайск, Ростовская область, РСФСР, СССР — 20 декабря 1995, Ржев, Тверская область, Россия) — советский и российский деятель военно-промышленного комплекса.

## Биография
Родился 3 ноября 1927 года в семье рабочего-железнодорожника. После освобождения в 1943 году советскими войсками Ростовской области, Кулешов пошёл работать в депо слесарем по ремонту паровозов в рабочем посёлке Батайск. В 1946 году, закончив семь классов школы рабочей молодёжи, поступил в индустриальный техникум Министерства трудовых резервов в городе Ростов-на-Дону. Техникум окончил с отличием и был направлен на работу на Ярославский крахмалопаточный завод на должность начальника механического цеха.
В 1951 году становится студентом первого курса Московского авиационного технологического института, со второго курса в 1952 году переводится на заочное отделение и переезжает с семьёй в город Ржев где устраивается на завод № 493 Наркомата авиационной промышленности (в настоящее время ПАО «Электромеханика»). Начинал работать контрольным мастером, позже возглавил сначала заготовительный цех, а затем цех опытной продукции. В 1957 году окончил институт.
Кулешов был назначен в 1968 году на должность главного инженера. С 1973 года по 1995 год — директор, генеральный директор ПО (ОАО) «Электромеханика». В период его руководства заводом было внедрено на предприятиях отрасли свыше тысячи наименований технологического оборудования. Это оборудование для электронно-лучевой сварки, электрохимической обработки металлов, вакуумного литья титана и жаропрочных сталей, производство систем ЧПУ, графопостроители, источники питания различных модификаций и другое. В 80-е годы, благодаря усилиям Кулешова, в кратчайшие сроки был спроектирован, изготовлен и внедрён на одном из заводов отрасли комплекс уникального оборудования для производства шумопоглощающих панелей к советским самолётам, шумовые характеристики которых не соответствовали международным стандартам. Генеральный директор лично участвовал в сдаче оборудования «под ключ». При его непосредственном участии предприятие совместно с институтом ВИАМ разработало и внедрило на всех авиамоторных заводах более 150 установок вакуумного литья лопаток турбин самолётов методом направленной кристаллизации, тем самым увеличив ресурс авиадвигателя на 10-12 процентов. Под руководством Кулешова предприятие вышло на зарубежный рынок. Было изготовлено и поставлено оборудование в Индию, Италию, Корею, Китай, ФРГ, США, Чехословакию, Мальту, Францию, Португалию.
Будучи директором предприятия заочно окончил Академию народного хозяйства при Совете Министров СССР, вёл большую общественную работу, был членом Калининского обкома и Ржевского горкома КПСС, избирался депутатом городского совета народных депутатов. В 1986 году был избран делегатом XXVII съезда КПСС.

## Награды и премии
За заслуги перед страной он был награждён многими правительственными наградами. В 1991 году — за разработку и внедрение технологии и оборудования для автоматической сварки неповоротных стыков трубопроводов ответственного назначения с гарантированным качеством соединений, удостоен Премии Совета Министров СССР. В 1997 году, уже посмертно, Михаил Павлович Кулешов стал почётным гражданином города Ржева.
- орден Ленина
- два ордена Трудового Красного Знамени
- орден «Знак Почёта»
- медали СССР и РФ
- Премия Совета Министров СССР (1991)
- семь медалей ВДНХ

## Почётные звания
- Почётный гражданин города Ржев (1997, посмертно)
- Изобретатель СССР
- Почётный авиастроитель

## Память
- На административном здании (территория ПАО «Электромеханика» г. Ржев) установлена памятная мраморная доска посвящённая Михаилу Павловичу Кулешову.
- Учреждена стипендия имени М. П. Кулешова — для лучших студентов Ржевского машиностроительного техникума и филиала Тверского государственного технического университета в г. Ржеве.